# Iglesia de Santa María la Real (Aledo)
La iglesia de Santa María la Real es un inmueble de la localidad española de Aledo, en la provincia de Murcia.

## Descripción
Durante el breve periodo en que Aledo estuvo bajo dominio musulmán, el edificio que hoy alberga la iglesia de Santa María La Real fue originalmente una mezquita de una sola nave y con minarete, que más tarde se transformó en campanario.
Tras la entrega de Aledo a la Orden de Santiago, el templo fue convertido en iglesia cristiana. Las obras de construcción del edificio actual comenzaron en 1761, pero debido a la falta de recursos no se concluyeron hasta 1804. La finalización fue posible gracias al apoyo económico del rey de Etruria, don Carlos Luis de Borbón.
Al haberse completado en el siglo XIX, la iglesia presenta una arquitectura que mezcla elementos del barroco tardío —visible en los inicios de la construcción pero sin excesos ornamentales— con una fuerte influencia neoclásica.
En su interior, se pueden observar detalles decorativos de estilo barroco, como las cornisas, combinados con rasgos propios del neoclasicismo. La imagen más destacada del templo es la de Santa María La Real, que da nombre a la iglesia. Esta escultura, del siglo XVI, es una de las más antiguas de la región y muestra una clara influencia del arte gótico. También se conservan en la iglesia otras importantes obras, como la Virgen de la Aurora, realizada en 1775 por el escultor murciano Francisco Salzillo, autor también de la imagen de la Virgen de los Dolores.
El edificio se encuentra en la localidad española de Aledo, en la provincia de Murcia. Se menciona como iglesia parroquial del lugar en el segundo volumen del Diccionario geográfico-estadístico-histórico de España y sus posesiones de Ultramar de Pascual Madoz, donde aparece descrita con las siguientes palabras:

igl. parr. al S., dedicada á la Asuncion de nuestra Señora (cuya imágen fue una de las tres que trajo Don Alfonso el Sabio) y construida en 1804 por los arquitectos Andrés y Miguel Pallares: la capilla mayor y algunos otros altares, era lo único que tenia la primitiva igl., en la cual se hallaban dos lápidas, una con cinco flores de lis, y otra con una cruz que decian ser de los templarios. La parr. actual está servida por un teniente con dependencia del cura de Totana y tres ecl.
(Madoz, 1845, p. 316)